# سپید بزرگ
سپید بزرگ (به انگلیسی: The Big White) فیلمی کمدی سیاه محصول سال ۲۰۰۵ به کارگردانی مارک میلود است. در این فیلم بازیگرانی همچون رابین ویلیامز ، هالی هانتر ، جیوانی ریبیسی ، الیسون لومن ، تیم بلیک نلسون و وودی هارلسون ایفای نقش کرده‌اند.